# Daiana Farías
Daiana Yasmín Farías Aldacour (nacida el 26 de enero de 1999) es una futbolista uruguaya que ha jugado como defensa central en el club Racing de la Segunda División Pro española y en la selección nacional femenina de Uruguay. Actualmente está en el Club Atlético Peñarol.

## Goles internacionales
| N.º | Fecha               | Evento                                            | Adversario | Puntaje | Resultado | Competencia |
| --- | ------------------- | ------------------------------------------------- | ---------- | ------- | --------- | ----------- |
| 1.  | 10 de abril de 2023 | Estadio Alfredo Víctor Viera, Montevideo, Uruguay | Perú       | 3 –0    | 3-0       | Amistoso    |